# Сиян
Сия́н (кит. упр. 昔阳, пиньинь Xīyáng) — уезд городского округа Цзиньчжун провинции Шаньси (КНР).

## История
При империи Суй был создан уезд Лэпин (乐平县). В 1914 году он был переименован в Сиян.
В 1949 году был образован Специальный район Юйцы (榆次专区), и уезд вошёл в его состав. В 1958 году Специальный район Юйцы был переименован в Специальный район Цзиньчжун (晋中专区); уезд Сиян при этом перешёл под юрисдикцию города Янцюань. В 1960 году уезд Сиян вновь вошёл в состав Специального района Цзиньчжун.
В 1970 году Специальный район Цзиньчжун был переименован в Округ Цзиньчжун (晋中地区).
В 1999 году постановлением Госсовета КНР были расформированы округ Цзиньчжун и город Юйцы, и образован городской округ Цзиньчжун.

## Административное деление
Уезд делится на 5 посёлков и 7 волостей.